# قلعة إليسو
قلعة إليسو (بالأذربيجانية:İlisu qalası) - هي قلعة أثرية تقع في قرية إليسو في محافظة قاخ في أذربيجان.  بنيت على الطريق المؤدي إلى داغستان.
يسمى الحي الذي تقع فيه القلعة حي القلعة.
يحتوي الحي على برج القلعة وبقايا من جدرانها . ويرجح أن تاريخ بناءها يرجع إلى الخمسينات من القرن التاسع عشر

## معرض الصور

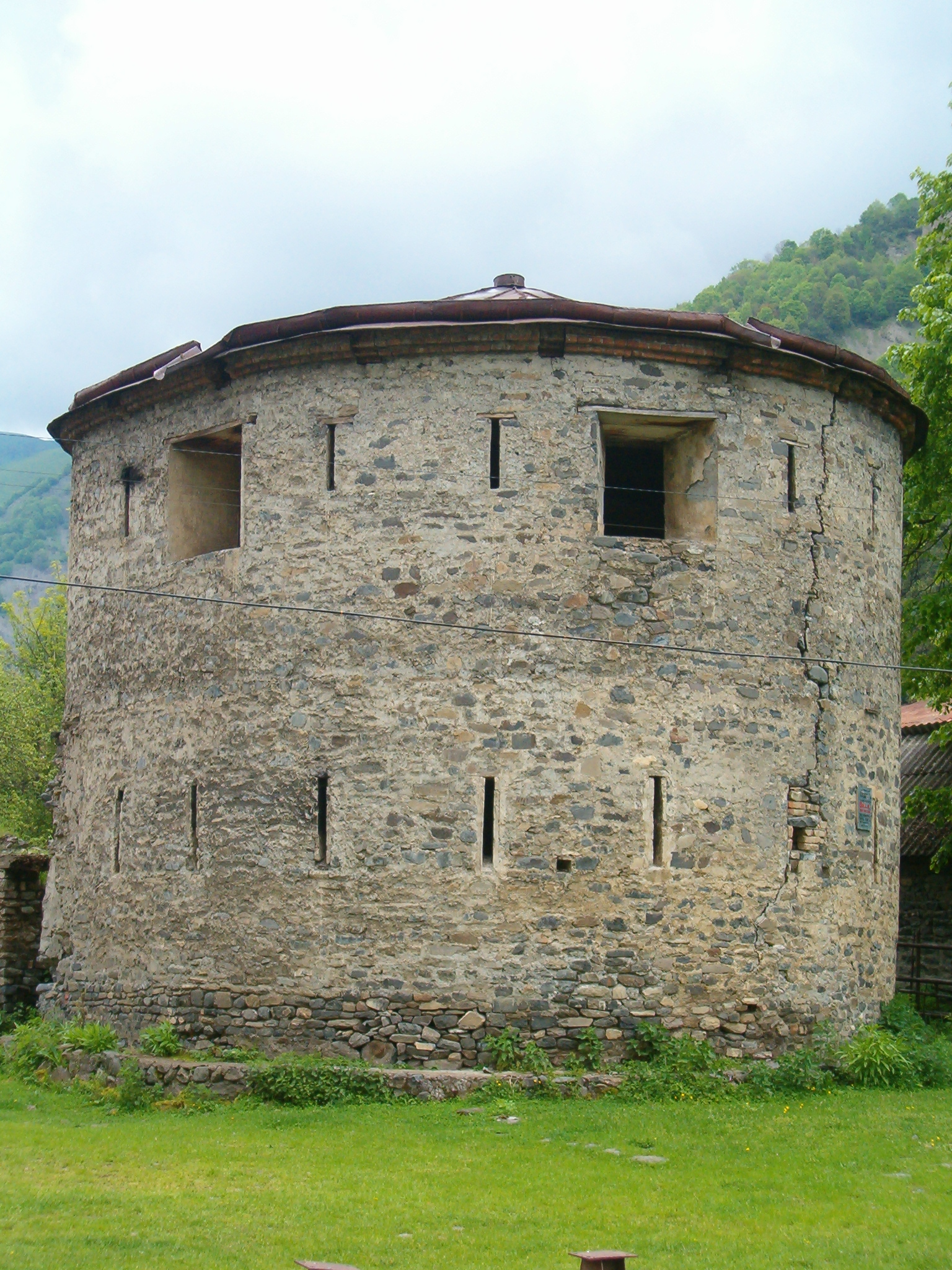
برج في قلعة إليسو
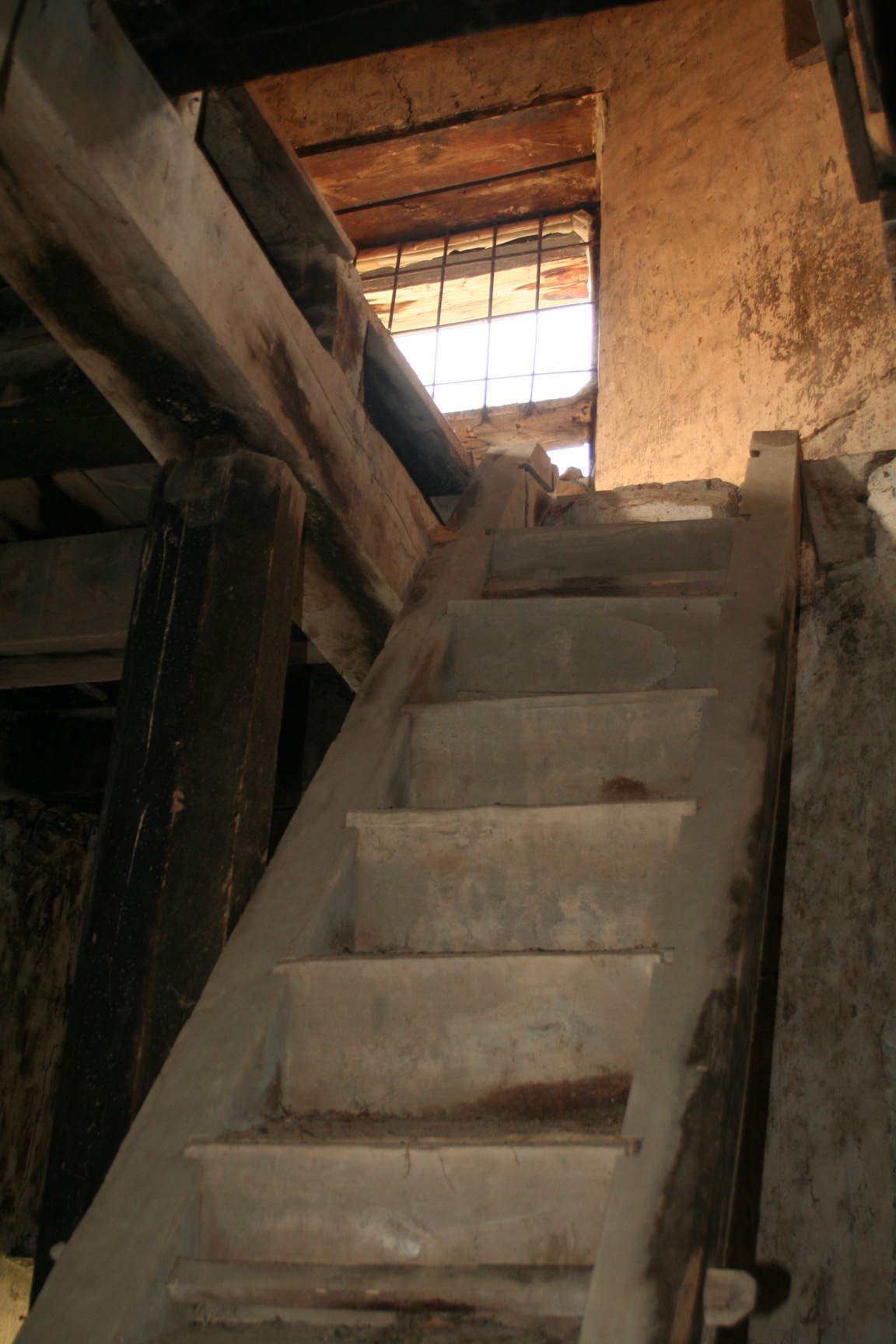
السلالم من القلعة
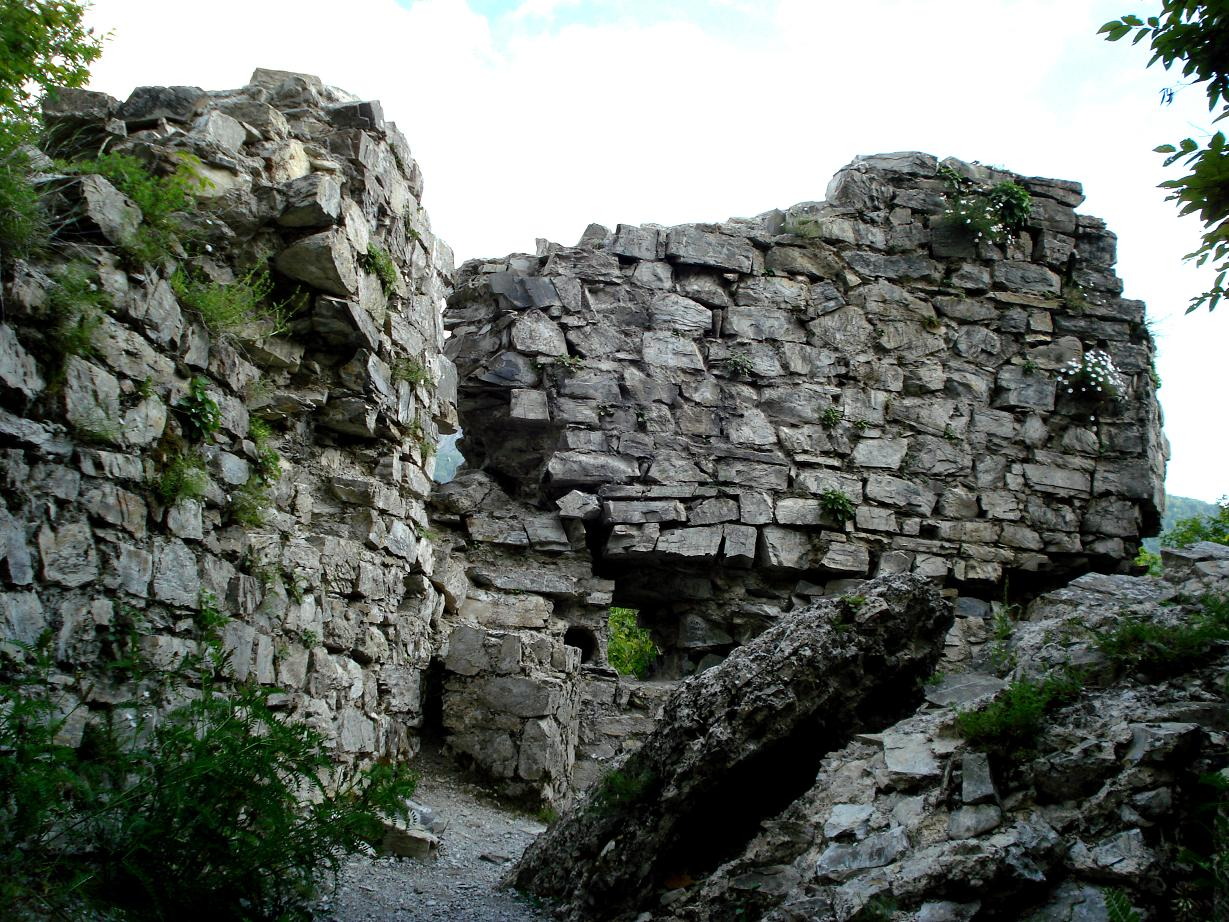
رؤية قلعة
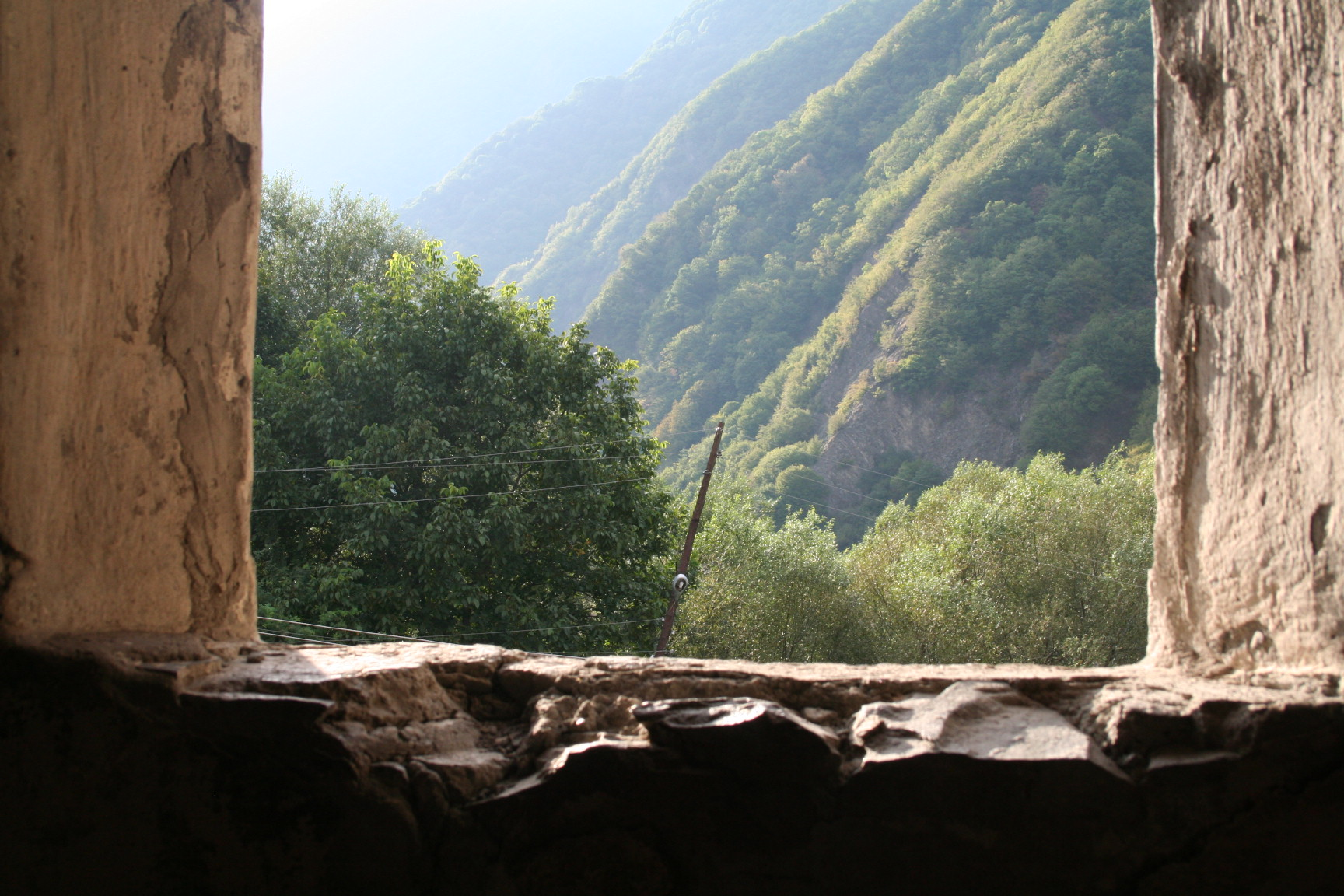
رؤية من القلة